# Маршал (Мичиген)
Маршал (Мичиген) (енгл. Marshall) град је у америчкој савезној држави Мичиген. По попису становништва из 2010. у њему је живело 7.088 становника.

## Демографија
Према попису становништва из 2010. у граду је живело 7.088 становника, што је 371 (5,0%) становника мање него 2000. године.
| Група             | 2000.         | 2010.         |
| Белци             | 7.026 (94,2%) | 6.551 (92,4%) |
| Афроамериканци    | 24 (0,3%)     | 76 (1,1%)     |
| Азијати           | 44 (0,6%)     | 52 (0,7%)     |
| Хиспаноамериканци | 236 (3,2%)    | 269 (3,8%)    |
| Укупно            | 7.459         | 7.088         |